# Encentrum oxyodon
Encentrum oxyodon is een raderdiertjessoort uit de familie Dicranophoridae. De wetenschappelijke naam van deze soort is voor het eerst geldig gepubliceerd in 1936 door Wulfert.